# Saulon-la-Rue
Saulon-la-Rue település Franciaországban, Côte-d’Or megyében. Lakosainak száma 707 fő (2022. január 1.). Saulon-la-Rue Fénay, Barges, Gevrey-Chambertin és Saulon-la-Chapelle községekkel határos.

## Népesség
A település népessége az elmúlt években az alábbi módon változott:
| Lakosok száma | 238  | 378  | 451  | 561  | 691  | 690  | 703  | 718  | 713  | 707  |
|               | 1968 | 1982 | 1990 | 2006 | 2013 | 2015 | 2017 | 2019 | 2020 | 2022 |